# Hugh Lawson White
Hugh Lawson White (Iredell megye, 1773. október 30. – Knoxville, 1840. április 10.) az Amerikai Egyesült Államok Tennessee államának szenátora.
Arkansas állam White megyéjének névadója.